# لوله‌ماهی خلیج
لوله‌ماهی خلیج (نام علمی: Syngnathus leptorhynchus) نام یک گونه از زیرخانواده لوله‌ماهی است.